# 自由ヶ丘高等学校 (兵庫県)
自由ヶ丘高等学校（じゆうがおかこうとうがっこう、英: Jiyugaoka High School）は、兵庫県姫路市夢前町戸倉にある学校法人日生学園の運営する私立高等学校。21世紀型グローバル全寮制教育モデルによる創造と自立をコンセプトにしている。2021年4月から休校となり、生徒募集を停止している。

## 概要
全寮制の男子校。1983年（昭和58年）に日生学園第三高校として開校。英国全寮制・イートン校をモデルに、欧米の全寮制教育を日本へ導入をコンセプトにして設立された。
しかし生徒数が減少傾向となり、約10年前から赤字経営が続いていた。さらに2020年度の入学者は新型コロナウイルス感染症の影響で募集定員（180人）の約5分の1の38人にまで落ち込んだ。そのため2021年度春以降の生徒募集を停止することが決まった。在校生84人全員を津市の系列校（青山高等学校）に転校させる方針という。

## 沿革
- 1983年 - 日生学園第三高等学校（にっせいがくえんだいさんこうとうがっこう）として開校[4]。
- 2015年4月 - 学校法人日生学園創立50周年を記念して学校名を自由ヶ丘高等学校に変更[5][6]。
- 2021年4月 - 休校となり、業務は系列の青山高等学校に引き継がれた[2]。

## 設置学科・コース
- 普通科
  - 特進コース[7]
  - 進学コース[7]
  - 総合コース[7]

## 部活動等の実績
自転車競技部
- 2004年 - 国体優勝

バスケットボール
- 2005年 - 兵庫県私立高校バスケットボール大会3位
- 2007年 - 兵庫県ベスト4・近畿大会出場
- 2009年 - 西播磨地区高校バスケットボール大会優勝[要出典]

陸上競技部
- 2002年 - インターハイ優勝
- 2006年 - インターハイ準優勝
- 2013年 - ハンマー投げ県大会優勝
- 2017年 - ハンマー投げインターハイ準優勝・第3位

剣道部
- 2004年 - 近畿大会出場

柔道部
- 2004年 - 県大会5位

グリークラブ
- 2011年 - NHK全国学校音楽コンクール兵庫県大会 兵庫県教育委員会賞受賞

## アクセス
- 中国自動車道 夢前スマートIC 車で５分（県道23号線沿いに学校入口あり）

## 卒業生（著名人）
- 赤松芳朋 - ロックバンドSOPHIA・ドラマー。1992年度、第10期生。
- 海猫沢めろん - 作家。1992年度、第10期生。
- 角令央奈 - 競輪選手。2005年度、第23期生
- 山林芳則 - 元プロ野球選手（独立リーグ 紀州レンジャーズ）。2008年度、第26期生

## 関連校
- 桜丘中学校・高等学校 (三重県)
- 青山高等学校 (三重県)

## 晨行
- 学校法人日生学園の「晨行（しんぎょう）」の意味では、学園の方針及び心を鍛える一環として、1980年代半ば頃までは、トイレ掃除の際にブラシを使用せず素手で全力で便器を磨かせたり、1990年代初頭頃までは、床（窓）掃除も兼ねて四つん這いになり、乾拭き雑巾を使って数分から数十分間（三年次の三学期は五～六時間）、全力で床を磨き続けさせる。晨行の指導者は大きく腕を振って掛け声を上げる。「心行」とも書く[8]。